# Santa María de Ordás
Santa María de Ordás ist ein Ort und eine nordspanische Gemeinde mit 325 Einwohnern (Stand: 2024) in der Provinz León und der Region Kastilien-León. Neben dem Hauptort Santa María de Ordás besteht die Gemeinde aus den Ortschaften Adrados de Ordás, Callejo de Ordás, Formigones, Riocastrillo de Ordás, Santibáñez de Ordás, Selga de Ordás, Villapodambre und Villarrodrigo de Ordás.

## Lage und Klima
Santa María de Ordás liegt etwa 26 Kilometer nordwestlich von León im Nordwesten der Iberischen Meseta in einer Höhe von ca. 945 m. 
Das Klima im Winter ist rau, im Sommer dagegen trocken und warm; der Regen (723 mm/Jahr) fällt überwiegend im Winterhalbjahr.

## Bevölkerungsentwicklung
| Jahr      | 1970 | 1981 | 1991 | 2001 | 2011 | 2021 |
| Einwohner | 1020 | 764  | 562  | 398  | 354  | 334  |

Aufgrund der durch die Mechanisierung der Landwirtschaft und der Aufgabe von bäuerlichen Kleinbetrieben ausgelösten Landflucht ist die Bevölkerung des Dorfes seit der Mitte des 19. Jahrhunderts kontinuierlich gewachsen.

## Sehenswürdigkeiten

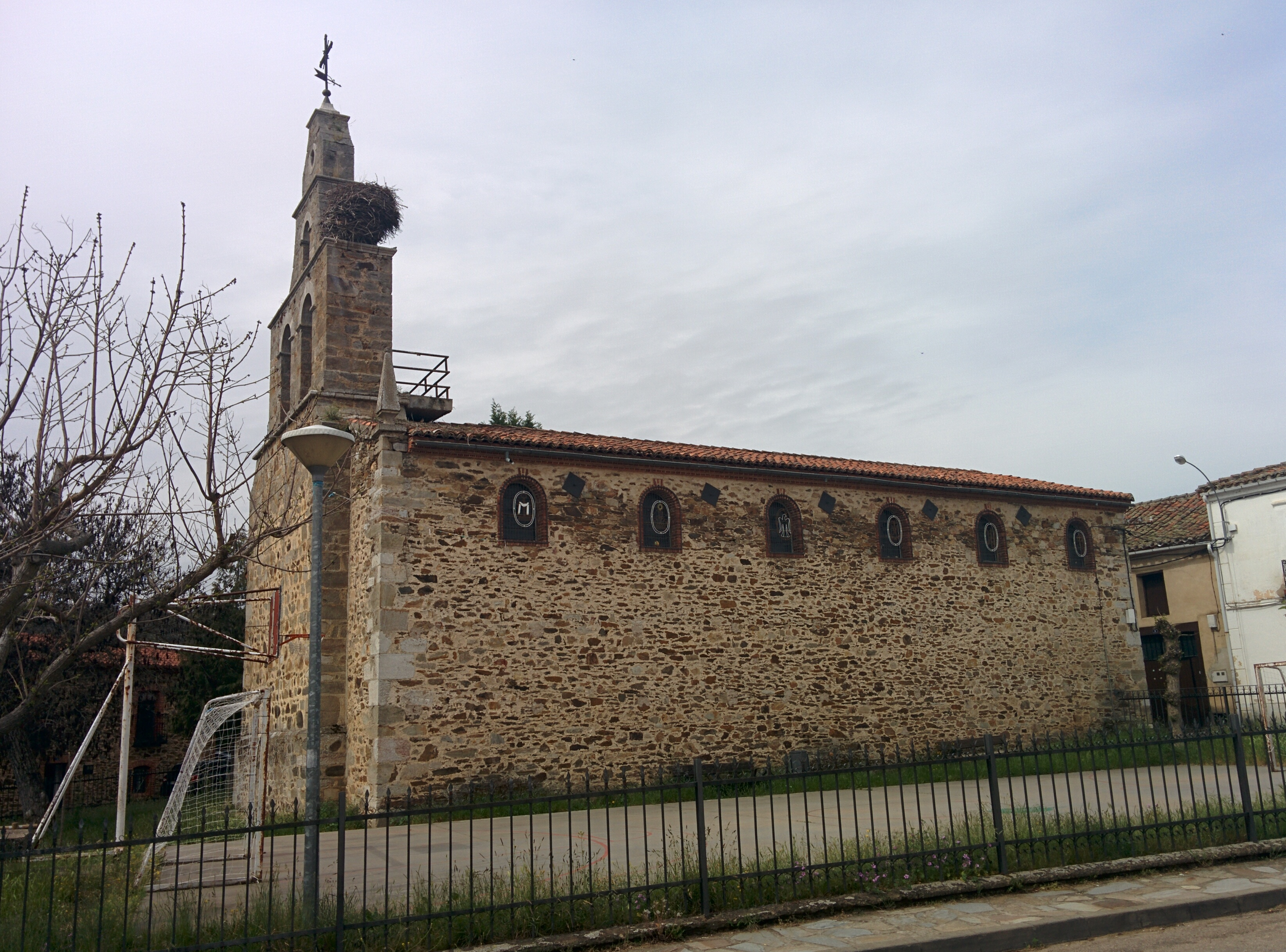
Kirche der Unbefleckten Empfängnis
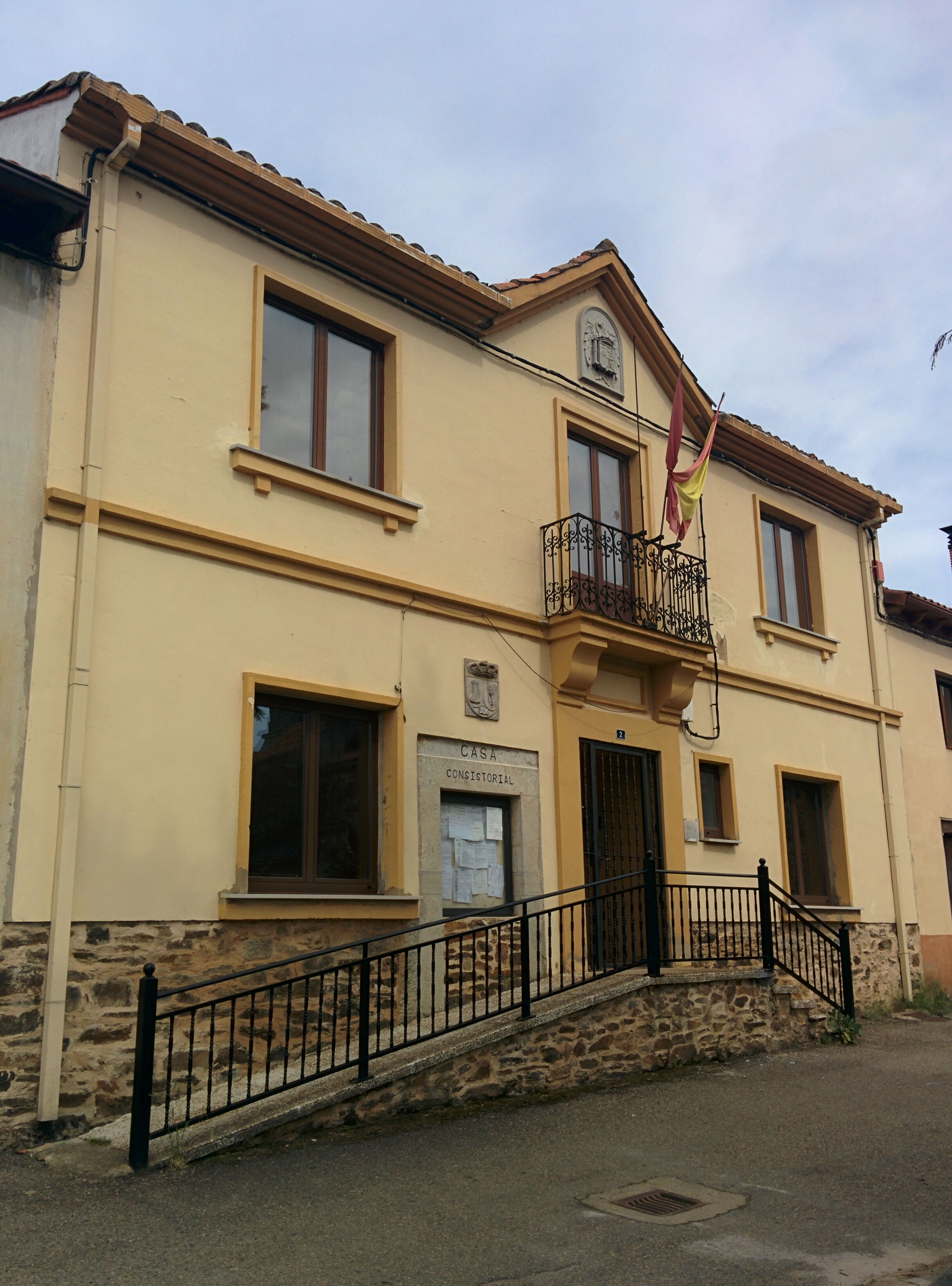
Rathaus

- Kirche der Unbefleckten Empfängnis
- Rathaus